# Vil·la Subur
Vil·la Subur je dům ve městě Sitges (Garraf), na Av. Artur Carbonell, který je zahrnut v soupisu architektonického dědictví Katalánska.

## Popis
Stavba je řadová a přízemí. Má dvě stupňovité terasy. Fasáda je symetrická a jednoduchá, s centrálními dveřmi a okny po každé straně. Mají stejné lišty s květinovou výzdobou. Nad vzduchovými průduchy je vystupující římsa podporovaná konzolami, zábradlí a střecha s centrálním štítem obsahující nápis "Villa Subur". Pozoruhodná je sgrafitová fasáda, bílá na zelené.

## Historie
Podle dokumentů dochovaných v městských archivech, 11. července 1908 majitel, Joan Bassa, předkládá městu Sitges žádost o povolení stavby domu, podle plánů, které podepsal architekt Juli Batllevell. Žádost byla schválena dne 13. srpna 1908.